# Rincón de Turrubiartes
Rincón de Turrubiartes är en ort i Mexiko.   Den ligger i kommunen Cerritos och delstaten San Luis Potosí, i den centrala delen av landet, 400 km norr om huvudstaden Mexico City. Rincón de Turrubiartes ligger 1 168 meter över havet och antalet invånare är 159.
Terrängen runt Rincón de Turrubiartes är kuperad åt nordväst, men åt sydost är den platt. Runt Rincón de Turrubiartes är det ganska glesbefolkat, med 24 invånare per kvadratkilometer. Närmaste större samhälle är Cerritos, 4,0 km söder om Rincón de Turrubiartes. Trakten runt Rincón de Turrubiartes består i huvudsak av gräsmarker.